# Rhacodactylus auriculatus
Rhacodactylus auriculatus är en ödleart som beskrevs av Bavay 1869. Rhacodactylus auriculatus ingår i släktet Rhacodactylus och familjen geckoödlor. IUCN kategoriserar arten globalt som livskraftig. Inga underarter finns listade i Catalogue of Life.
Arten förekommer på Nya Kaledonien. Honor lägger ägg.